# Deutsche Rentenversicherung Mitteldeutschland

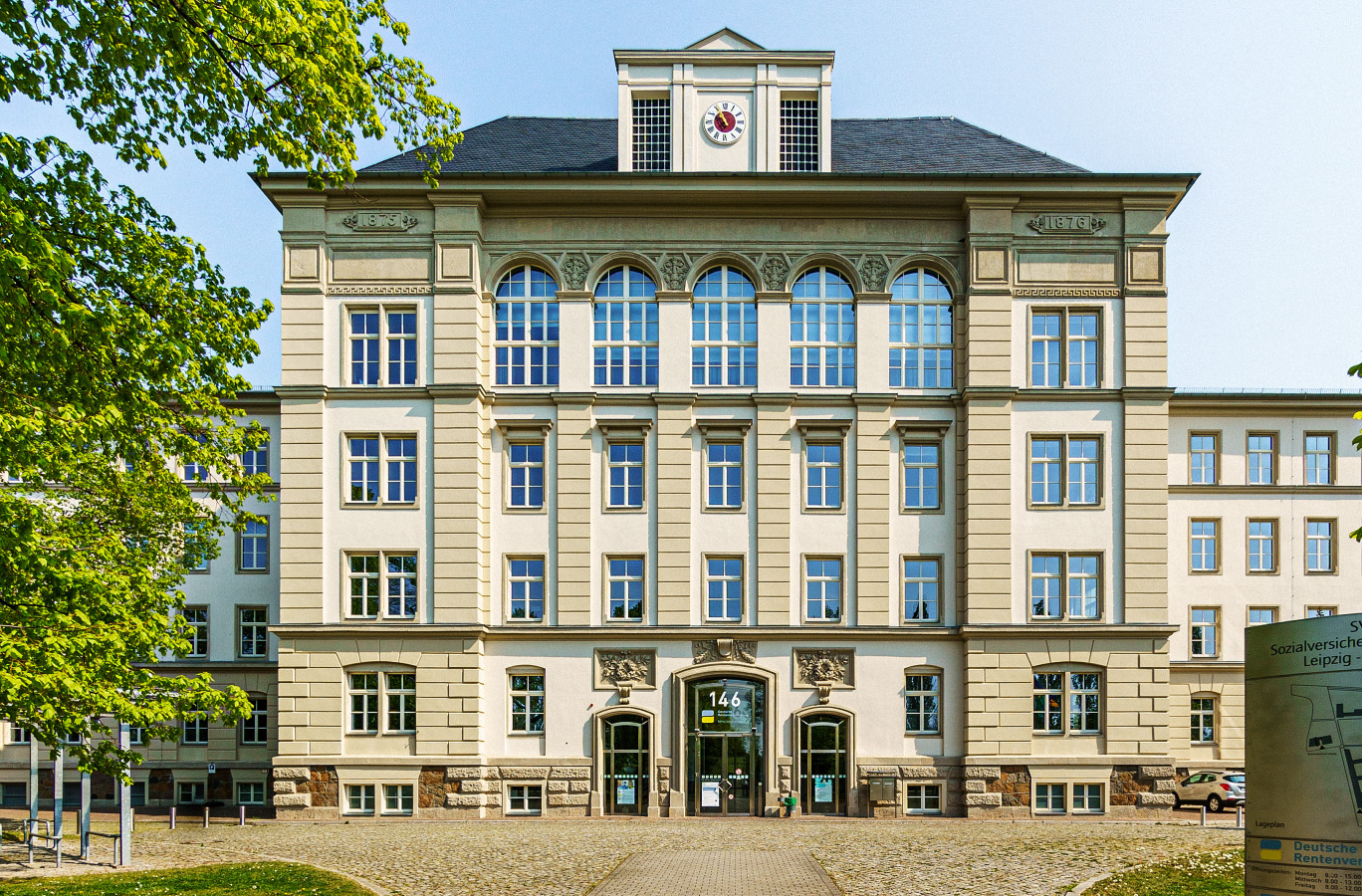
Blick auf den Hauptsitz Leipzig in der Kaserne Möckern

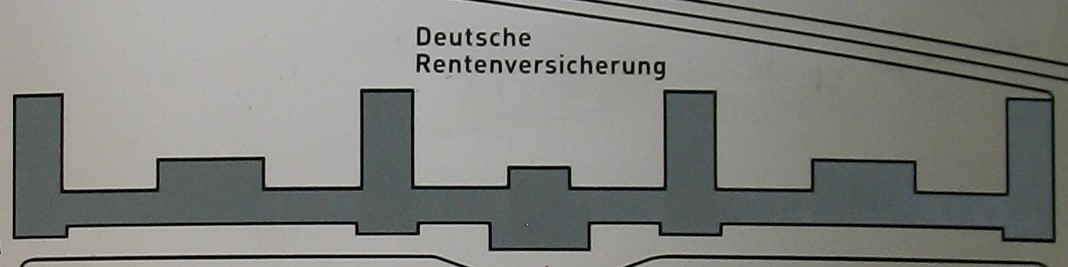
Deutsche Rentenversicherung Mitteldeutschland Leipzig aus der Vogelperspektive, schematische Darstellung

Die Deutsche Rentenversicherung Mitteldeutschland betreut in Sachsen, Sachsen-Anhalt und Thüringen rund 2 Millionen gesetzlich Versicherte und zahlt rund 1,5 Millionen Renten aus. Sie ist eine selbstverwaltete Körperschaft des öffentlichen Rechts und mit ihrem Haushaltsvolumen der größte der 14 Regionalträger der Deutschen Rentenversicherung.
Ihren Sitz hat die Deutsche Rentenversicherung Mitteldeutschland in Leipzig, weitere Hauptstandorte sind in Dresden, Erfurt und Halle (Saale). Sie untersteht der Rechtsaufsicht des Sächsischen Staatsministeriums für Soziales und Gesellschaftlichen Zusammenhalt.
Der Regionalträger erbringt alle Leistungen der gesetzlichen Rentenversicherung und steht in derzeit 26 Auskunfts- und Beratungsstellen in ganz Sachsen, Sachsen-Anhalt und Thüringen als persönlicher Ansprechpartner für Versicherte sowie Rentnerinnen  und Rentner zur Verfügung.
Am 30. September 2005 entstand die Deutsche Rentenversicherung Mitteldeutschland aus dem Zusammenschluss der Landesversicherungsanstalten Sachsen, Sachsen-Anhalt und Thüringen.
Geschäftsführer ist Jork Beßler, stellvertretende Geschäftsführerin ist Nicola Wenderoth.

## Aufgaben und Leistungen

### Versicherung und Rente
Die Aufgaben und Leistungen der gesetzlichen Rentenversicherung ergeben sich direkt aus dem Sozialgesetzbuch. Der Leistungskatalog der gesetzlichen Rentenversicherung umfasst unter anderem die Zahlung von Renten. Im Jahr 2023 wurden 108.328 Rentenanträge bei der Deutschen Rentenversicherung Mitteldeutschland gestellt. Insgesamt 1.523.781 Rentenzahlungen hat der Regionalträger im selben Jahr geleistet. Darüber hinaus werden auch Betriebsprüfungen bei Arbeitgebern durchgeführt und versicherungsrechtliche Sachverhalte wie etwa Kontenklärungen, Rentenauskünfte und -informationen und Beitragsverfahren bearbeitet.

### Leistungen zur Teilhabe
Der Regionalträger erbringt auf Grundlage des § 9 Sozialgesetzbuch VI Leistungen zur Teilhabe. Diese umfassen medizinische Rehabilitation, Leistungen zur Teilhabe am Arbeitsleben und ergänzende Leistungen. Im Jahr 2023 wurden 115.513 Anträge auf medizinische Rehabilitation und sonstige Leistungen sowie 38.548 Anträge auf Leistungen zur Teilhabe am Arbeitsleben erledigt.

### Auskunft und Beratung
Die Gewährleistung einer unabhängigen, kompetenten und kostenfreien Auskunft und Beratung der Versicherten, Rentner und Arbeitgeber gehört zu den Aufgaben der gesetzlichen Rentenversicherung. Insgesamt 1.152.866 Auskünfte und Beratungen leistete die Deutsche Rentenversicherung im Jahr 2023.
Unter der Service-Telefonnummer 0341 55055 beantworten fachkundige, ausgebildete Beraterinnen und Berater Fragen zu den Themen Prävention, Rehabilitation, Altersvorsorge und Rente. Anliegen von Versicherten sowie Rentnerinnen und Rentnern, die nicht im direkten Gespräch geklärt werden können, werden durch die Mitarbeiterinnen und Mitarbeiter des Telefon-Services aufgenommen und weitergeleitet.
Bei komplexeren Anliegen ist, nach vorheriger Terminvereinbarung, auch eine persönliche Beratung in den Auskunfts- und Beratungsstellen der Deutschen Rentenversicherung Mitteldeutschland möglich. An insgesamt 26 Standorten in Sachsen, Sachsen-Anhalt und Thüringen haben Versicherte sowie Rentnerinnen und Rentner die Möglichkeit, sich auf diesem Weg zu informieren.
Aktuell sind für die Deutsche Rentenversicherung Mitteldeutschland 113 Versichertenälteste ehrenamtlich tätig. Im Rahmen ihres Ehrenamtes dienen sie als Ansprechpersonen vor Ort bei Fragen zur gesetzlichen Rentenversicherung. Sie helfen bei der Erstellung von Rentenanträgen, beantworten Fragen zur gesetzlichen Rente und unterstützen bei der Klärung des Versicherungskontos.
Versicherte sowie Rentnerinnen und Rentner können sich online auf der Website der Deutschen Rentenversicherung Mitteldeutschland informieren. Hierüber erreichen sie auch die Online-Services der Deutschen Rentenversicherung. Über diese ist etwa das Einreichen von Online-Anträgen sowie der Austausch von Nachrichten und Dokumenten mit dem Rentenversicherungsträger möglich.

### Rente und Ausland
Werden rentenrechtliche Zeiten in einem EU-/EWR-Mitgliedsstaat oder Vertragsland geltend gemacht, ist in der Regel eine Verbindungsstelle eines Regional- beziehungsweise Bundesträgers zuständig. Die Deutsche Rentenversicherung Mitteldeutschland ist Verbindungsstelle für Rentenangelegenheiten mit den Ländern Bulgarien und Ungarn. Von den rund 11.700 Renten, die der Regionalträger im Jahr 2024 ins Ausland zahlte, gingen knapp 96 Prozent in die Mitgliedsstaaten der Europäischen Union (EU), insgesamt rund 11.200 Zahlungen. Das entspricht rund 0,7 Prozent aller Rentenzahlungen der Deutschen Rentenversicherung Mitteldeutschland.
Knapp 3.300 Renten zahlt die Deutsche Rentenversicherung Mitteldeutschland an deutsche Rentnerinnen und Rentner mit Wohnsitz im Ausland, davon fast 3.100 in Länder der EU. Hier verzeichnet Ungarn den höchsten Anteil, mit knapp 2.600 Renten, gefolgt von Bulgarien (rund 400).

### Ausbildungs- und Studienmöglichkeiten
Die Deutsche Rentenversicherung Mitteldeutschland vergibt pro Jahr mehr als 100 Ausbildungs- und Studienplätze.
- Ausbildung zur/zum Sozialversicherungsfachangestellten (m/w/d)[12]
- Duales Studium: Bachelor of Laws Sozialversicherung[13]
- Duales Studium: Bachelor of Laws Sozialversicherungsrecht – Schwerpunkt Prüfdienst[14]
- Duales Studium: Bachelor of Arts – IT-Management – Verwaltungsinformatik[15]

Über das Ausbildungsangebot und aktuelle Bewerbungsfristen informiert die Deutsche Rentenversicherung Mitteldeutschland auf dem Portal zukunftssicherer.de.

### Informationsprojekt „Rentenblicker“
Mit der Jugendkampagne „Rentenblicker“ unterstützt der Regionalträger seit 2007 Lehrende im Unterricht mit kostenlosen Klassensätzen an Arbeitsheften und Broschüren sowie – auf Anfrage – auch mit Referentinnen und Referenten. Das Bildungsangebot informiert über die gesetzliche Rentenversicherung und sensibilisiert für eine frühzeitige zusätzliche Altersvorsorge.
Kernstück der Initiative ist das Internetportal www.rentenblicker.de, das 2021 modernisiert wurde: Jugendliche, Lehrkräfte und Eltern finden seitdem alle Informationen zu Rente, Reha und Altersvorsorge nicht nur in detaillierten Beiträgen, sondern auch in kurzen Videos. Darüber hinaus informiert das Angebot auch auf den Social-Media-Kanälen Instagram, TikTok und YouTube.

## Organisation

### Selbstverwaltung
Die Deutsche Rentenversicherung Mitteldeutschland ist eine Körperschaft des öffentlichen Rechts mit Selbstverwaltungscharakter. Selbstverwaltung bedeutet, dass die Selbstverwaltungsorgane – die Vertreterversammlung und der Vorstand – paritätisch mit Vertretern der Versicherten und der Arbeitgeber besetzt sind. Die Mitglieder dieser Organe werden aller sechs Jahre im Rahmen der Sozialwahl gewählt.

#### Vertreterversammlung
Die Vertreterversammlung setzt sich aus je 15 Vertretern der Versicherten und der Arbeitgeber zusammen. Sie beschließt unter anderem die Satzung und den Haushaltsplan, nimmt die Jahresrechnung ab und wählt die Mitglieder des Vorstandes sowie den Geschäftsführer und die stellvertretende Geschäftsführerin. Vorsitzender der Arbeitgebergruppe in der Vertreterversammlung ist Sven Nobereit, Vorsitzende der Versichertengruppe ist Annett Haase.

#### Vorstand
Der Vorstand besteht aus je neun Vertretern der Versicherten und der Arbeitgeber. Er verwaltet die Deutsche Rentenversicherung Mitteldeutschland und vertritt sie gerichtlich und außergerichtlich. Außerdem erlässt er allgemeine Richtlinien zum Beispiel für die Verwaltung, legt das Vermögen an, stellt die Jahresrechnung beziehungsweise den Haushaltsplan auf und entscheidet über Baumaßnahmen, bestimmte Personalangelegenheiten sowie Beschaffungen, die eine festgelegte Wertgröße übersteigen. Vorsitzende der Arbeitgebergruppe im Vorstand ist Ramona Bermann, Vorsitzende der Versichertengruppe ist Susanne Wiedemeyer.

### Geschäftsleitung
Die Deutsche Rentenversicherung Mitteldeutschland hat einen Geschäftsführer und eine stellvertretende Geschäftsführerin. Geschäftsführer seit 1. August 2017 ist Jork Beßler. Stellvertretende Geschäftsführerin ist seit 1. November 2021 Nicola Wenderoth.

### Dienststellen
Die Deutsche Rentenversicherung Mitteldeutschland arbeitet nach dem Regionalprinzip. Der Hauptsitz ist in Leipzig, weitere Hauptstandorte sind in Dresden, Erfurt und Halle (Saale). Auskunfts- und Beratungsstellen betreibt die Deutsche Rentenversicherung Mitteldeutschland an insgesamt 26 Standorten in Sachsen, Sachsen-Anhalt und Thüringen.

## Entstehungsgeschichte

### Organisationsreform in der gesetzlichen Rentenversicherung
Zum 1. Januar 2005 wurden durch das „Gesetz zur Organisationsreform der gesetzlichen Rentenversicherung“ (RVOrgG) alle Rentenversicherungsträger – die Bundesversicherungsanstalt für Angestellte (BfA), die 22 Landesversicherungsanstalten (LVA), die Seekasse, die Bundesknappschaft und die Bahnversicherungsanstalt – unter dem Namen „Deutsche Rentenversicherung“ zusammengefasst. Ziel war es, einen einheitlichen Versichertenbegriff zu schaffen und Bürgernähe, Wirtschaftlichkeit und Effektivität in der gesetzlichen Rentenversicherung zu verbessern. Im Zuge der Organisationsreform erteilte der Gesetzgeber der Deutschen Rentenversicherung die Vorgabe, bis zum Jahr 2010 die Verwaltungs- und Verfahrenskosten um insgesamt zehn Prozent zu senken.

### Fusion
Die Deutsche Rentenversicherung Mitteldeutschland entstand am 30. September 2005 aus dem Zusammenschluss der Landesversicherungsanstalten Sachsen, Sachsen-Anhalt und Thüringen. Grundlage für ihre Struktur ab dem 1. Oktober 2005 bildete das bereits 2003 erstellte Rahmenkonzept zur Fusion. Zur Entwicklung einer gemeinsamen Unternehmenskultur wurde ein gemeinsames Leitbild erarbeitet und implementiert. Sowohl Kunden- und Serviceorientierung, als auch Kostenbewusstsein und Mitarbeiterorientierung sind als wesentliche Grundsätze der Unternehmensphilosophie im Leitbild verankert.

## Haushalt
Die Deutsche Rentenversicherung Mitteldeutschland hat mit 32,6 Milliarden Euro (2023) den größten öffentlichen Haushalt unter den Regionalträgern. Haupteinnahmeposten sind mit rund 15,2 Milliarden Euro die Beitragszahlungen, gefolgt von rund 9,9 Milliarden Euro aus dem Finanzverbund innerhalb der gesetzlichen Rentenversicherung und rund 7,2 Milliarden Euro aus dem Bundeszuschuss. Größter Ausgabeposten sind mit rund 31,8 Milliarden Euro die Rentenzahlungen inklusive der Krankenversicherung der Rentner. Weitere Ausgaben sind mit rund 451,3 Millionen Euro die Leistungen zur Teilhabe. Mit Ausgaben von 305,3 Millionen Euro entfällt weniger als ein Prozent des Haushalts auf Verwaltungs- und Verfahrenskosten.

## Foto-Impressionen der Zentrale Leipzig

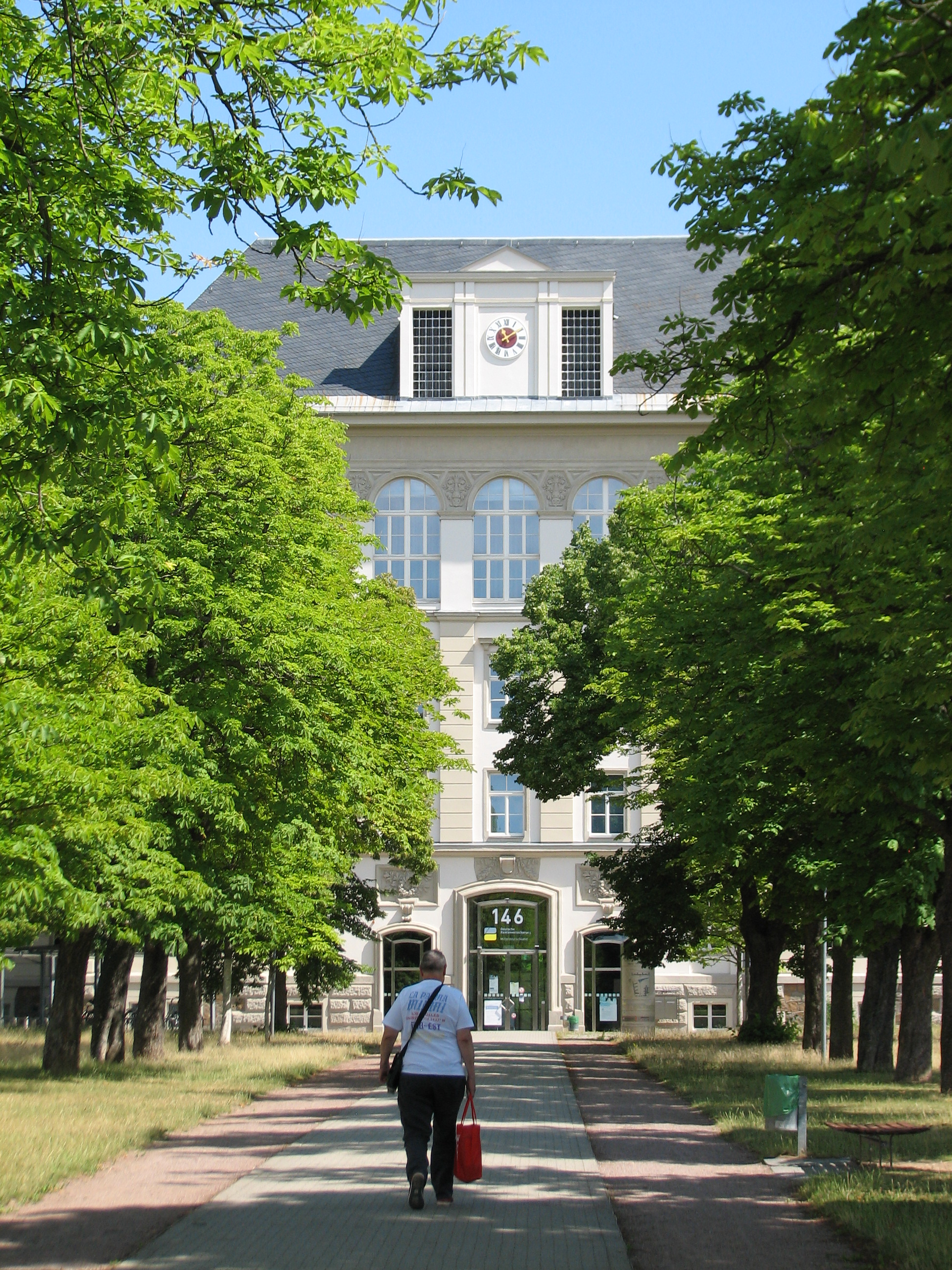
Mittelallee und Hauptgebäude
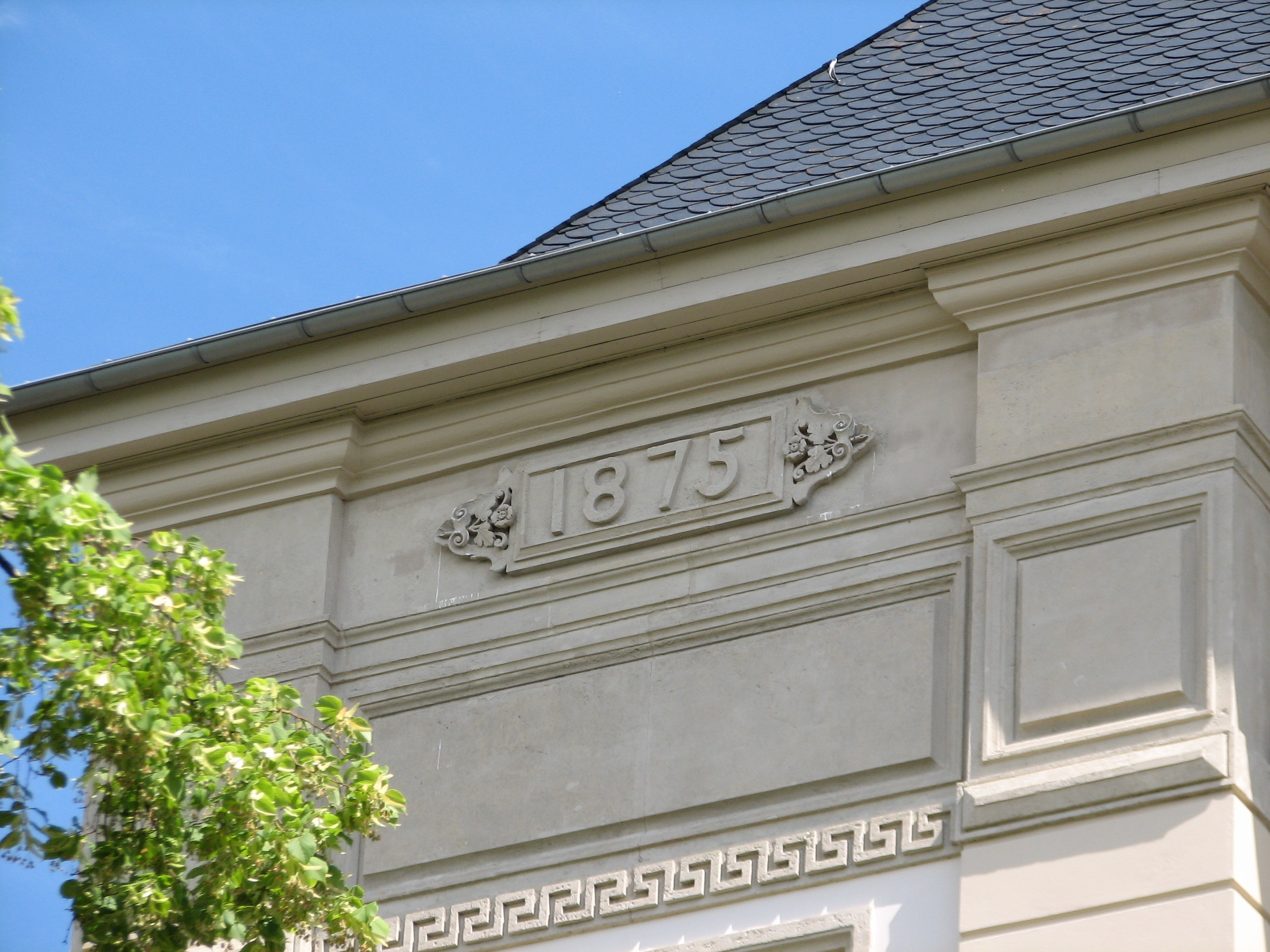
Jahreszahl 1875 am Hauptgebäude
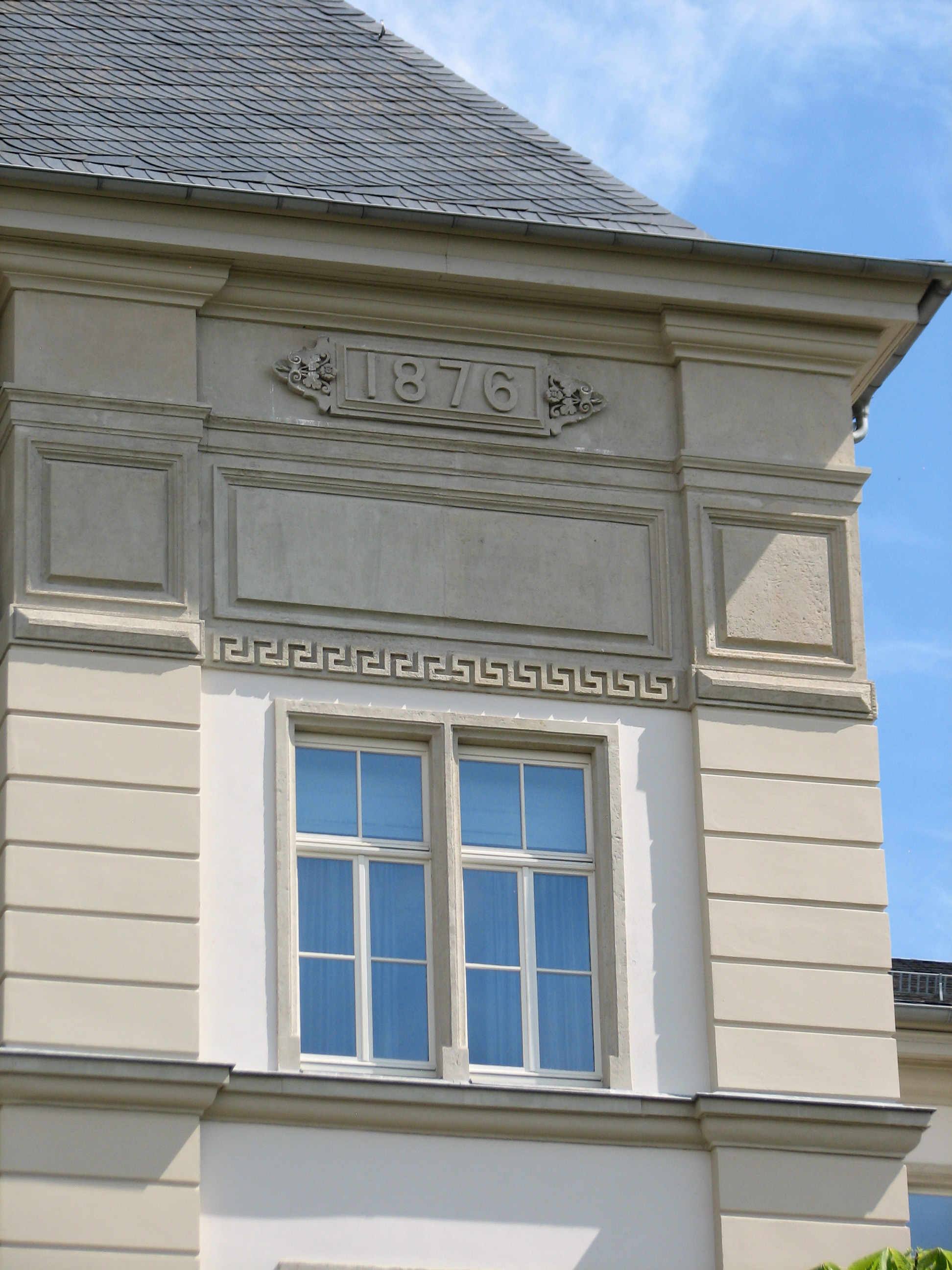
Jahreszahl 1876 am Hauptgebäude
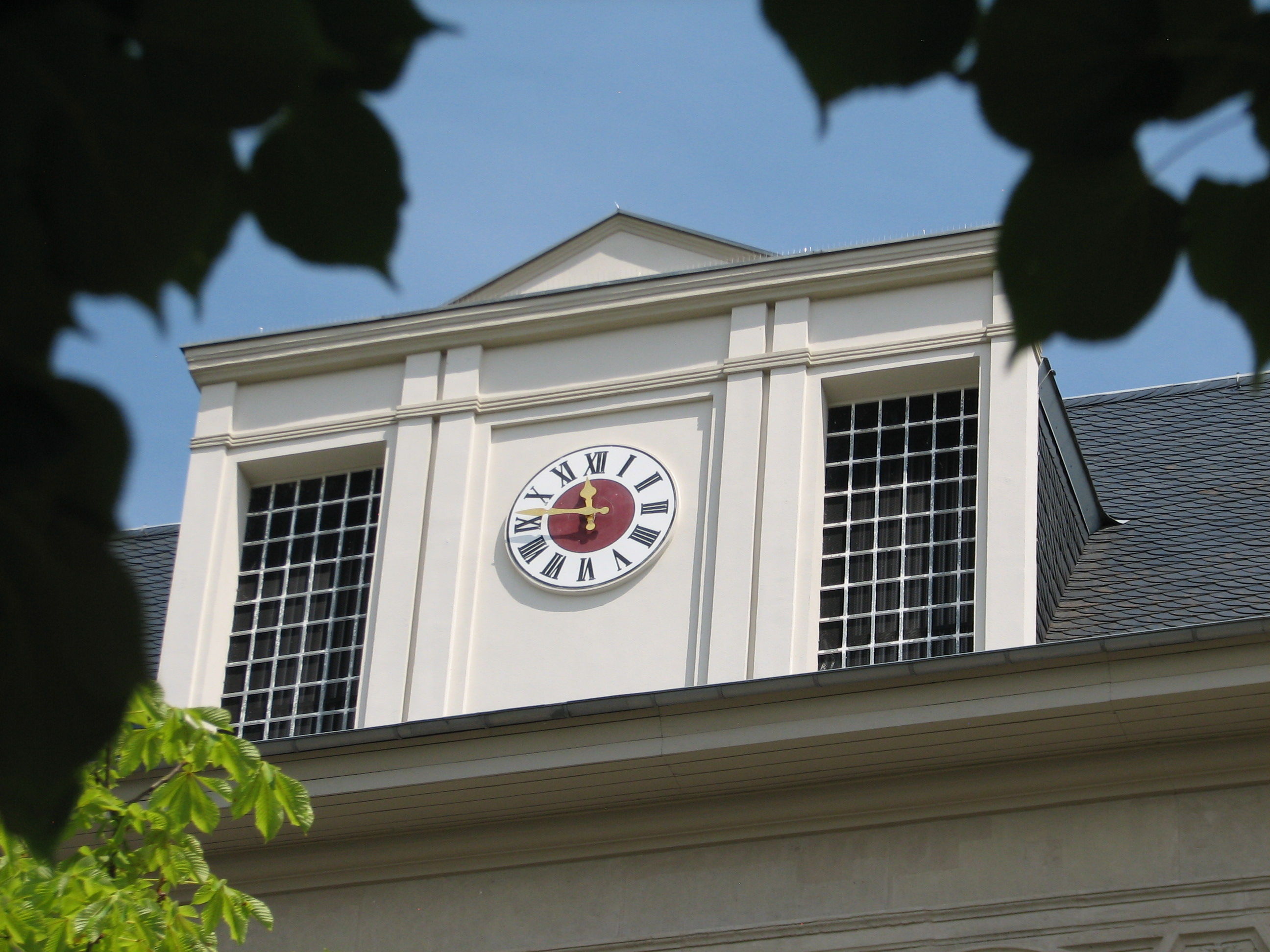
Historische Uhr am Hauptgebäude
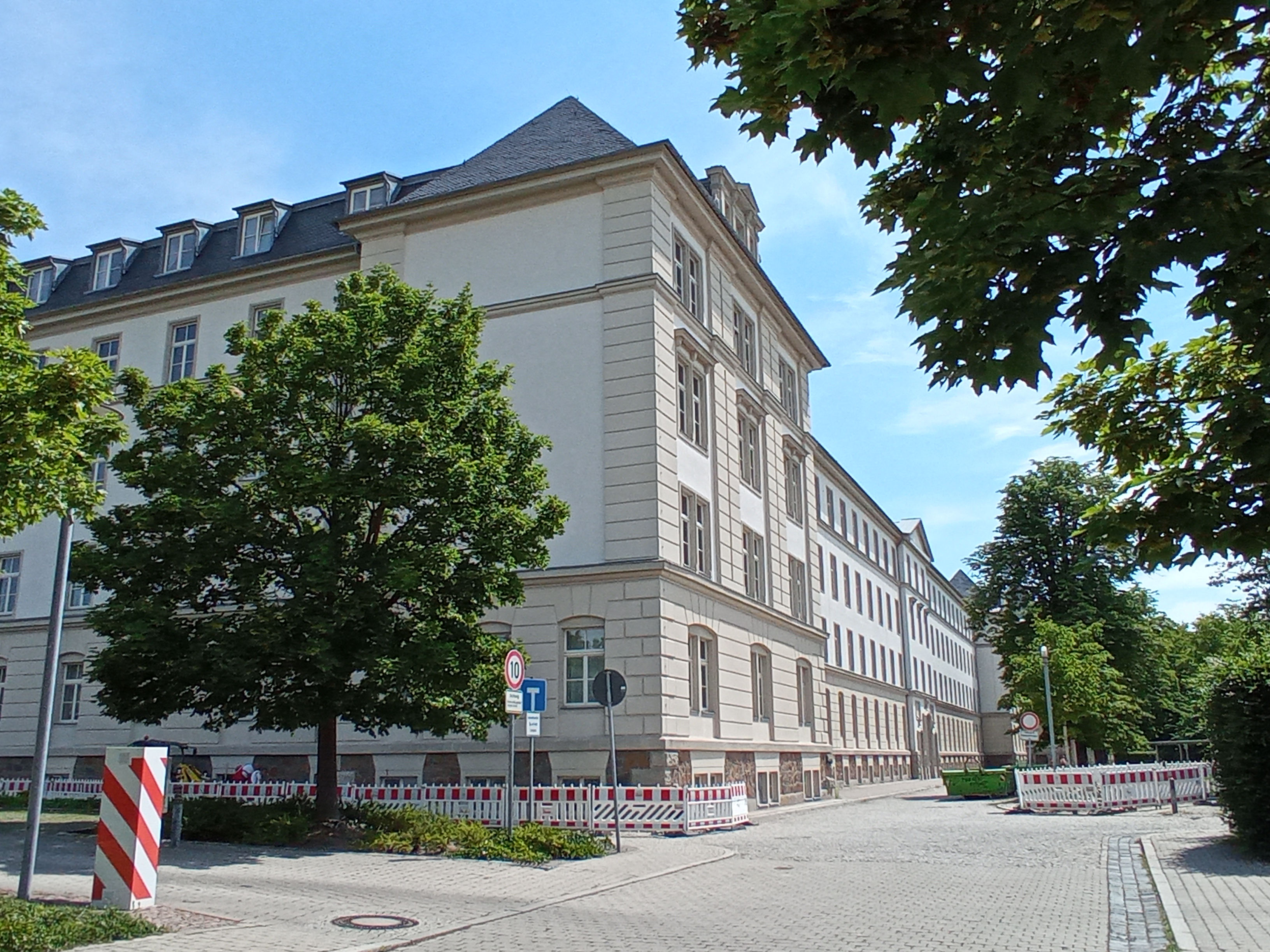
West-Ansicht Hauptgebäude
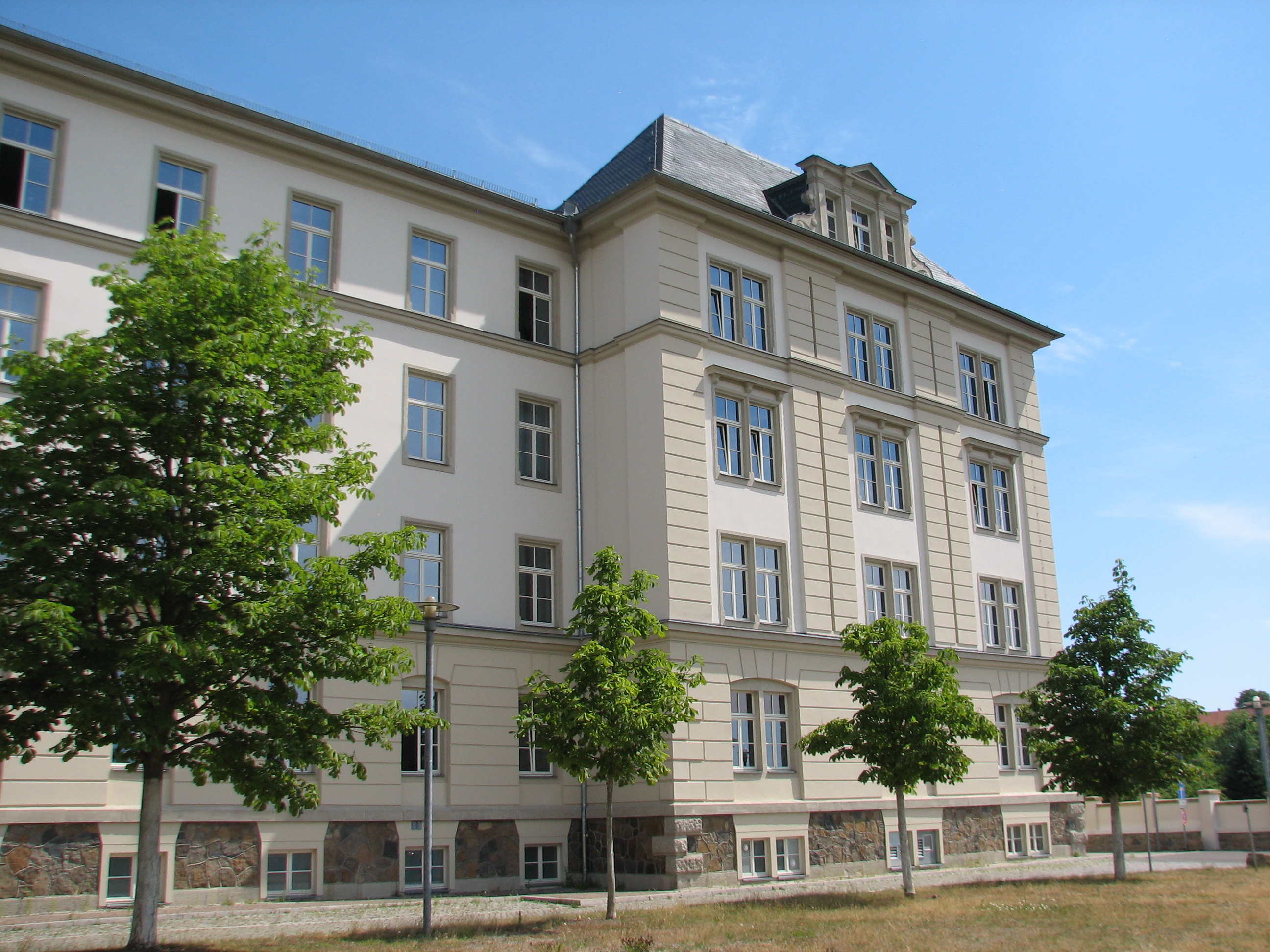
Ost-Ansicht Hauptgebäude
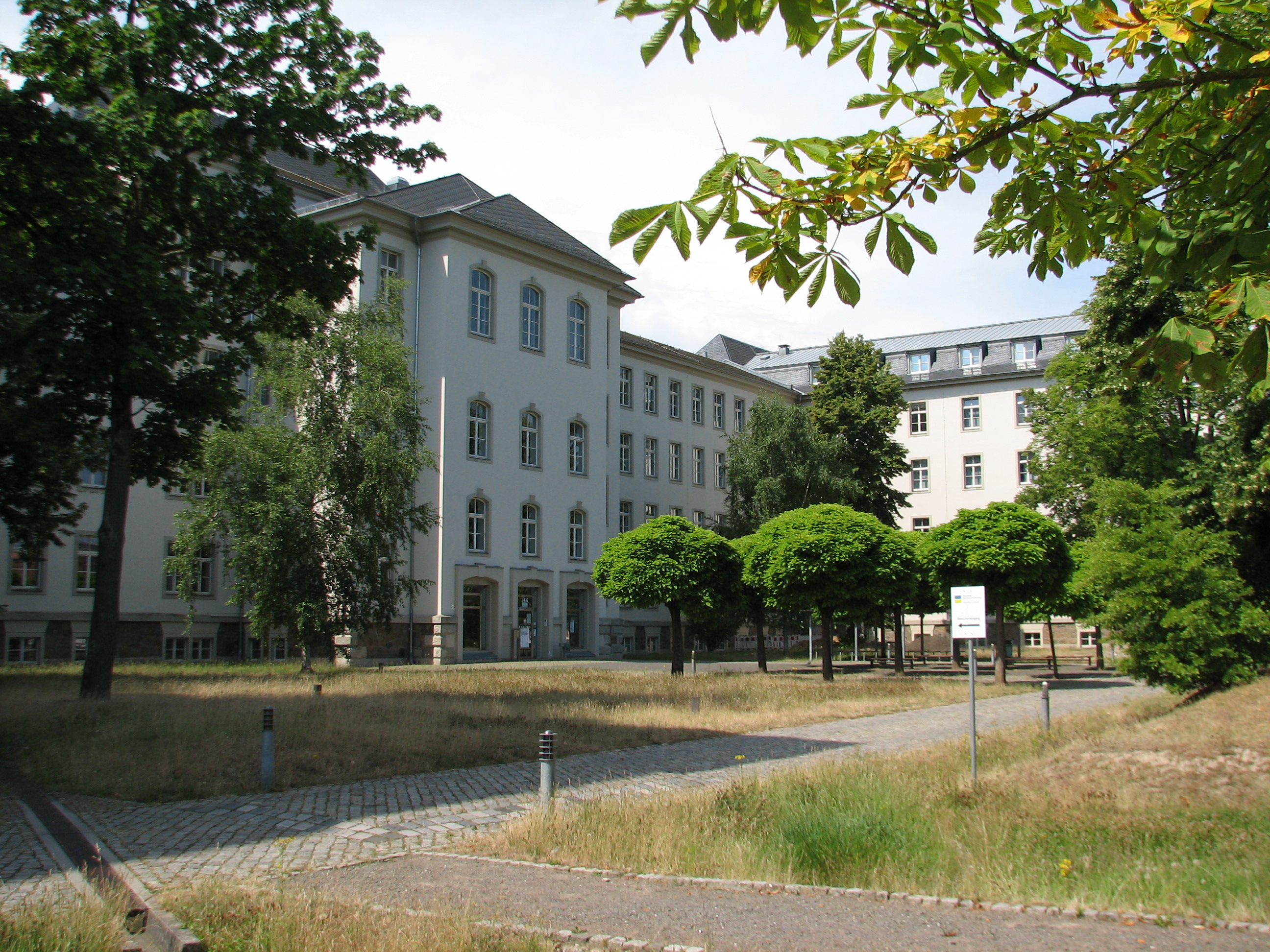
Rück-Ansicht mit einem der vier hinteren Seitengebäude
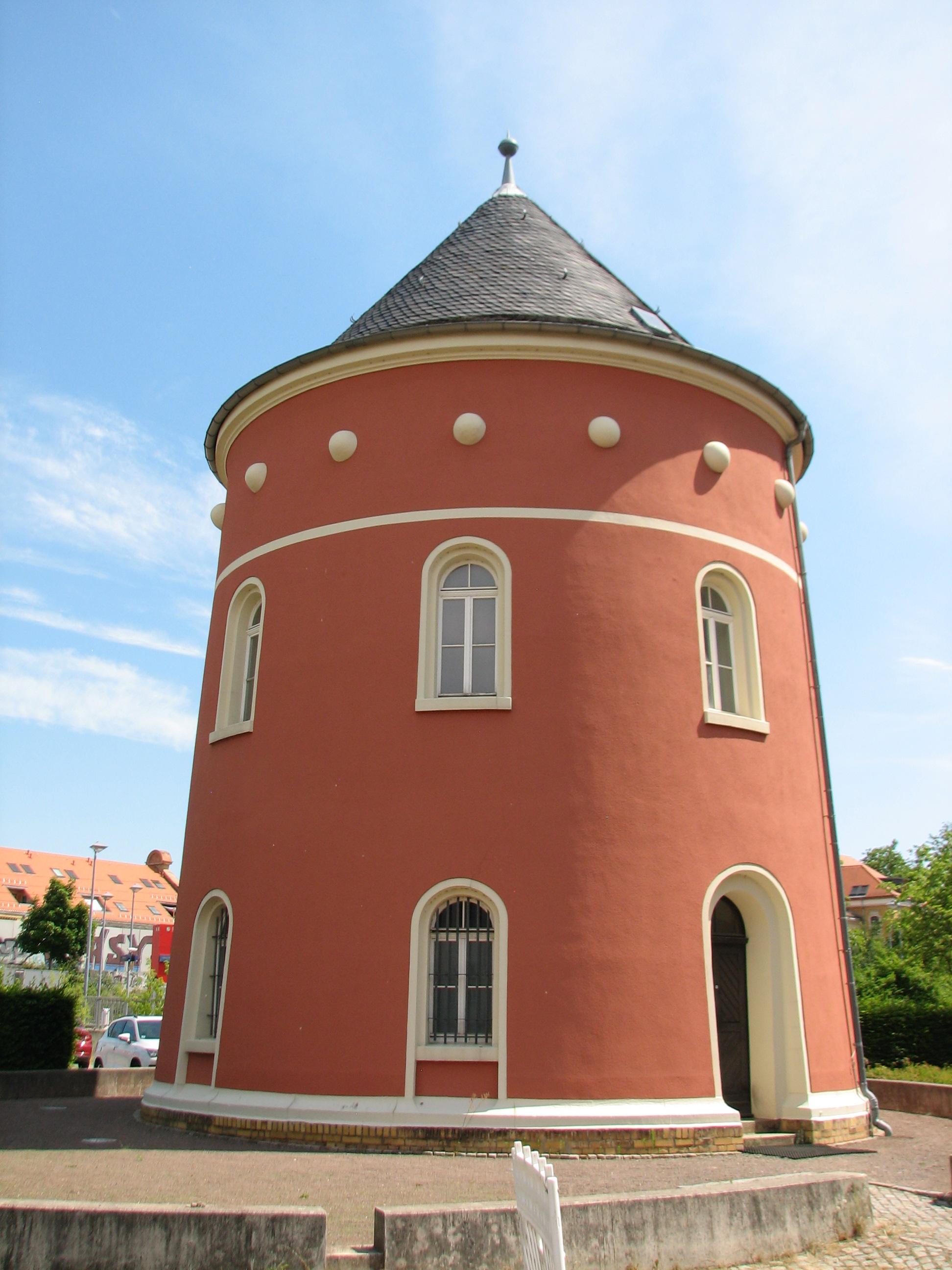
Historischer Wasserturm hinter Hauptgebäude, jetzt Fahrradgarage